# イ族
イ族（イぞく、彝族（旧族名: 夷族、倭族）, 拼音: Yízú）は、中国の少数民族の一つ。2010年の第6次全国人口普査統計では人口は8,714,393人で、中国政府が公認する56の民族の中で7番目に多い。

## 名称
民族名の自称は「ノス」「ラス」「ニス」「ノポス」など様々な地域によって異なった呼び方をする。中国の古典文献に登場するこの民族の民族名は「夷」「烏蛮」「羅羅」「倮倮」など多様に存在し、蔑称の「夷」が通称であったのを、中華人民共和国成立以降に同じ音である「彝」の字に統一した。彝は「祭器」転じて「道徳」などを意味する雅字。「ロロ族」という呼称もあり、かつては自称であったが現在は中国側では蔑称である。「ロロ」とは、イ族自身が先祖崇拝のために持つ小さな竹編み。当て字の「玀猓」では、部首にけものへんを付け加えるなど、多分に蔑視的な要素を含んでいる。但し、漢字を全廃したベトナム側では今日でも差別的な意味合いはなくロロ族（Người Lô Lô / 𠊛盧盧）と呼ばれている。

## 歴史

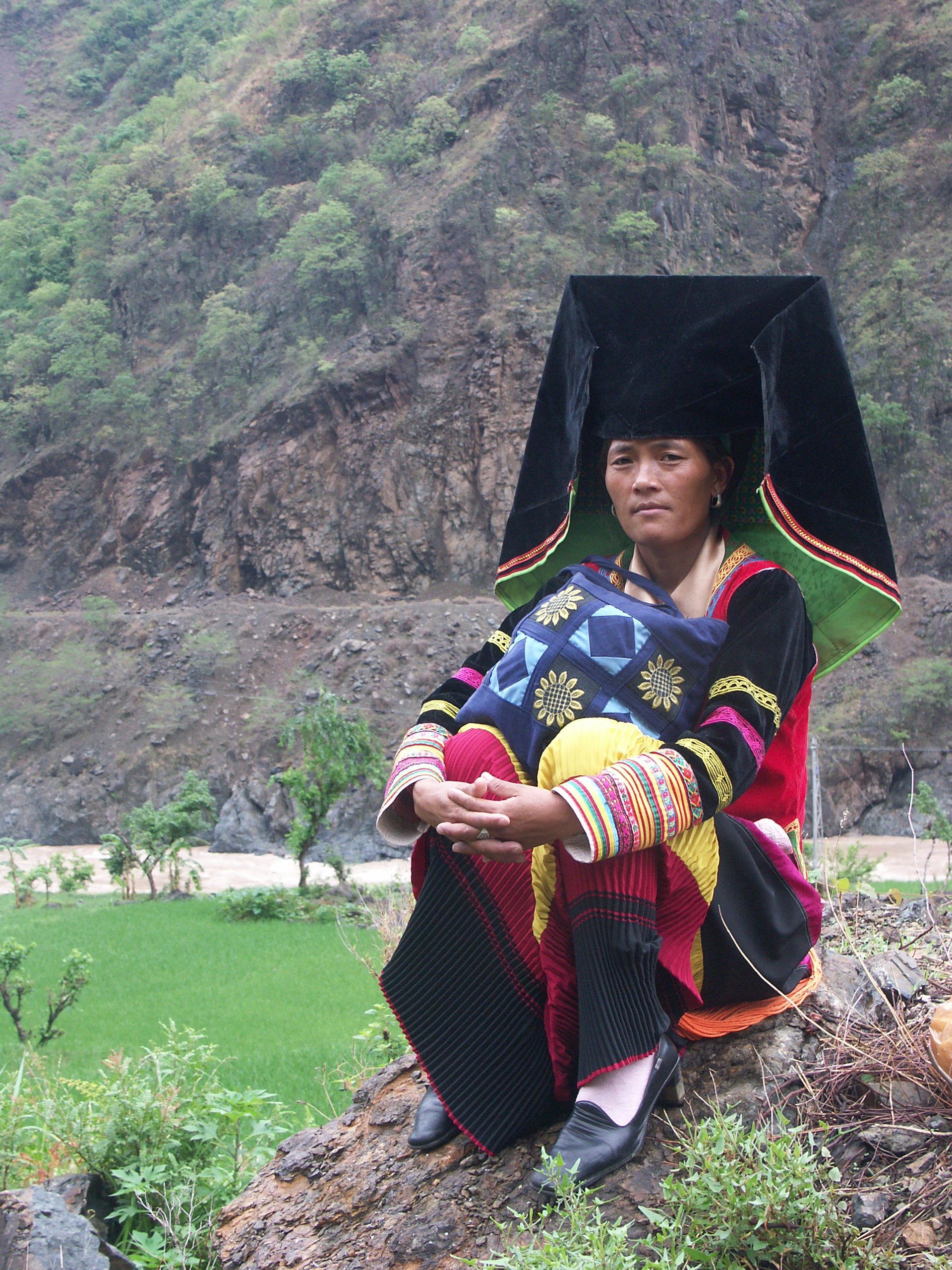
民族衣裳を纏ったイ族女性

イ族は中国西部の古羌の子孫である。古羌は、チベット族、納西族、羌族の先祖でもあるといわれる。イ族は南東チベットから四川を通り雲南省に移住してきており、現在では雲南に最も多く居住している。南詔王国を建国した烏蛮族が先祖だと言われている。
精霊信仰を行い、ビモという司祭が先導する。道教や仏教の影響も多く受けている。雲南省にはイスラム教を信仰するイ族の集団もある。ただしそれらは、イスラム教を信仰するイ族なのか、イ語を話しイ族の文化に属する回族なのかは、明確には分別できない。
雲南北西部と四川に住むイ族の多くは複雑な奴隷制度（中国の奴隷制度）をもっており、人は黒イ（貴族は四川省西部から雲南省の山岳地帯に南進した騎馬牧畜民族）と白イ（白番の祖先はタイ系の稲作耕作民であったと推定され、早くから雲南省のいくつかの盆地に定住した）に分けられていた。白イと他民族（奴隷略奪の抗争や戦争を積極的に行った結果、タイ系の民族やミャオ族や漢族なども含まれることになった）は奴隷として扱われたが、白イは自分の土地を耕すことを許され、自分の奴隷を所有し、時には自由を買い取ることもあった。
また大涼山に棲むイ族にはピモの伝える歌に死後の魂が祖先のいた地へ戻る為の経路を表しているものがあり、それを遡ると長江上流へと行き着くため三星堆遺跡(長江文明とは異質な為四川文明とも言われる)を築いた集団の末裔とする説も存在している。

## 自称
イ族には多くの自称があるが、ノス（黒イ、四川大涼山など）、ニ（アシ、サニなど）、ロロホ・ララポ（白イ）の三大系統に大別される。このうちノス社会は、かつて大涼山が奴隷制社会であったことや、現在でも族長（家支）が一族の強固な結束力としてあることを特徴としている。なお家支は血統を意味し、始祖から父子連名制によってつながる父系親族集団である（父子連名制）。

## 言語

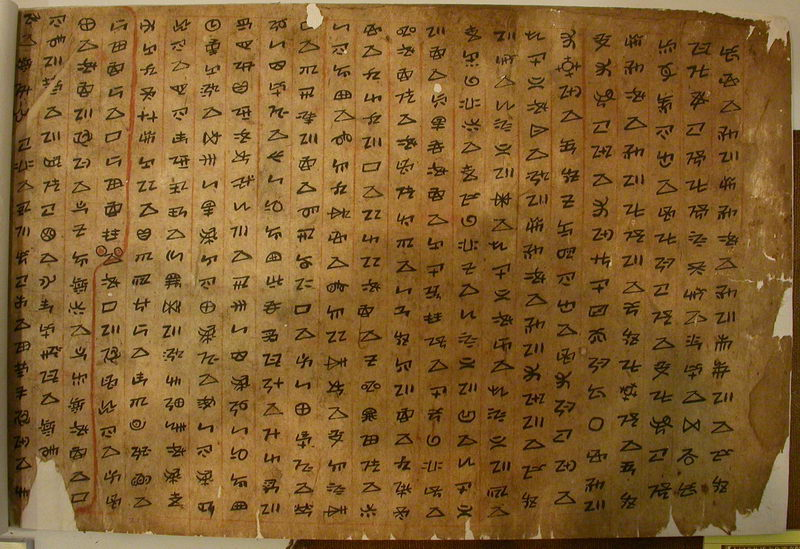
彝語

シナ・チベット語族のチベット・ビルマ語派ビルマ・ロロ・ナシ語群に属するロロ諸語系の彝語を使用。ビルマ語と緊密な関係をもつ。

### 音声
彝語は完全な開音節言語で、すべての音節は末尾が母音で終わる。彝語の開音節性は、漢語からの借用語においても厳格に守られている。日本語は同じ開音節言語といえるが、漢語語彙や英語からの外来語では音節末尾の子音「ｎ」が発音される。一方、彝語の場合は、大量に流入している漢語からの外来語の発音においても、開音節性が守られている。
ここから北部方言喜徳下位方言を参考にして母音・子音・声調・アクセントについて列記していく。
- 母音

i,ie,a,uo,o,e,u,ur,y,yrの10個の単母音のみがあり、複合母音はない。
これらの母音は緊喉母音と非緊喉母音に分かれる。緊喉母音とは発音時に喉から頬、唇の緊張を伴う母音である。
u,ur,y,yrの発音は難しく、母音単独だと音がない。
- 子音

全部で43個ある。
有声子音と無声有気音、無声無気音の3つの音素の対立や、無声子音と有声子音の対立があり、鼻冠子音などが存在し、とても複雑で、日本人にとって区別しにくい音がたくさんある。
- 声調

高平調、次高調、中平調、低降調の4つがある。　
ピンイン表記の時には、音節末尾に高平調はt、次高調はx、低降調はpをつけるが、中平調にはない。
- アクセント

声調のほかに、アクセントがあり、単語の意味・文法的な意味・単語と単語連続といった意味弁別などの機能を果たしている。

#### 文法
語順は日本語に似ていて、主語＋目的語＋動詞の順に並べられる。動詞、形容詞に活用はないが、子音の交替によって、自動詞と他動詞或いは使役形が示されたり、一部の名詞や代名詞が声調の変化によって目的格を示すといった、内部屈折が認められる。人称代名詞は単数と複数のほか、双数形や引用形が存在することが特徴的である。双数形とは、人称代名詞の複数形で、2人の私たち、あなたたち、彼らと3人以上の私たち、あなたたち、彼らの異なる人称代名詞で使い分ける。引用形とは、他人の言葉を引用する際に、引用された言葉の中の一人称代名詞に、専用の人称代名詞が使われる現象である。

#### 語彙
彝語の単語は豊富な接頭辞や接尾辞によって構成されるが、特徴的なのは形容詞の構造である。
漢語と同じくイ語にも何種類か方言がある。主に6つの大方言、その下に16の下位方言、さらに33の土語が存在している。6つの大方言間での通話はとても困難で、下位方言となるとさらに困難な場合がある。ここでは6つの大方言について列記していく。
- 東部方言

雲南、四川、貴州、広西チワン族自治区の3省1区に分布。使用人口は約130万人で、そのうち雲南省では74万人がこの方言を話していて、雲南では最大の方言である。頭子音数は47、母音数は24、声調は3つ。
- 東南部方言

雲南省昆明市東南部、玉渓東部、紅河東部、文山東武に分布。使用人口は約66万人で下位方言間の差異が大きく、各方言間での通話は困難である。頭子音数は36、母音数は14、声調は4つ。
- 南部方言

昆明省昆明市南部、玉渓、楚雄州双柏県、紅河州一帯に分布。使用人口は約110万人で、下位方言間でも通話することが可能である。ベトナムやミャンマーに住むイ族もこの方言を使用しているとされている。頭子音数は35、母音数は20、声調は3つ。
- 西部方言

雲南省大理、臨滄、保山、思茅等の地域に分布。使用人口は約83万人で、この地域は他の民族との雑居も多く、イ語を話さない人も多くいる。頭子音数は37、母音数は14、声調は4つ。
- 中部方言

雲南省大理、楚雄、思茅に分布。使用人口は約56万人で、下位方言間の差異が激しい。方言使用が比較的良い状況にある。頭子音数は33、母音数は15、声調は3つ。
- 北部方言

使用人口は約190万人。四川省の涼山彝族自治州を中心とし、ここは漢族との接触がない地域で漢語が話せない人も多い。また1975年に規範彝文という文字が制定された。頭子音数は43、母音数は10、声調は3つ。

### 文字
彝文字（ロロ文字）と呼ばれる表音文字を持つ。

## 文化

### 生活
主な産業は農業と牧畜業である。農業では主に山間部で、トウモロコシ、米、ジャガイモ、麦、ソバ、豆類などを栽培し、ヤギや豚などの家畜を飼育している。伝統的な主食はツアンパという炒ったムギ粉を水で練ったもので、チベット族の食習慣に近い。
- 結婚に関しては、古くからイ族の青年少年は、イトコすなわち自分の両親の兄弟姉妹の子のうち、異性の兄弟姉妹を意味する交差イトコを嫁の候補とする習慣を持っていた。イ族社会において、母親の兄弟は必ず別の氏族であり、同様に父親の姉妹は、他の氏族に嫁ぐのが原則となっていた。そのため、血族の中でも交差イトコは他人とみなされたのである。これに対して、親の同姓の兄弟姉妹同士の平行イトコ婚は厳しく禁じられていた。つまり、平行イトコ婚は、同じ氏族間の結婚と考えられていたからである[10]。

近年では出稼ぎのために麗江市などの都会に出る者もいる。
イ族は独自の暦である彝暦を持っており、これは1か月を36日とし、1年を10か月と余りの5日（閏年は6日）とする太陽暦である。

### 葬式
葬式に関しても、ナシ族やプミ族と同様、伝統的には火葬の習慣を持っていた。この習慣は、高原に居住する遊牧民の世界観につながるもので、イ族の出自を考えるうえで参考になるものといえよう。しかし、前近代の世界において火葬を行えるのは、強大な火力を得るために燃料を十分に使用できる豊かな身分に限られ、そうでない人々は、鳥葬もしくは土葬を行った。

### 祭祀

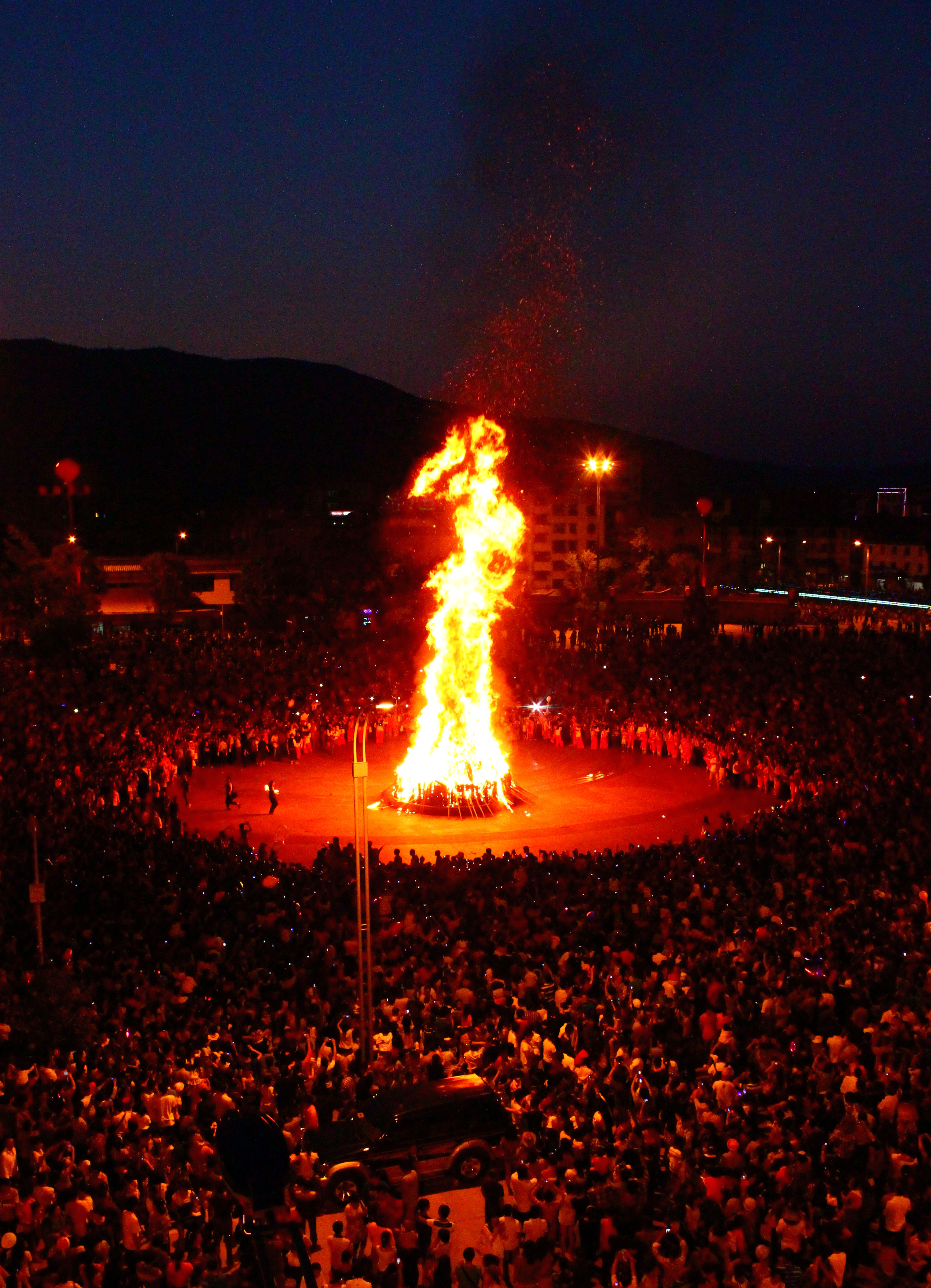
火祭り

- 宗教儀式

アシ集団に見られる密枝（ミジ）と呼ばれる親睦を崇拝する神樹信仰や、祖先祭祀がある。
シャーマンは豊作を鶏を使った儀式を行う。
- 火祭り

イ族の最大祭りであり、毎年の旧暦6月24日～6月26日行う。火把節と呼ばれる。火把節は豊作を祈る祝祭で、歌垣も行われる。

### 相撲
独自の相撲があり、相撲は彝語でバアジと言い、土俵は無く、地方によって相撲の取り方も違い、ある地方は相手を地面に倒したら勝ちで、ある地方は肩と頭先に地を触れたら勝ち。

### 競馬
イ族には、独自の競馬があり、競馬をイ語でムジと言う。

## 自治区域

### 自治州
- 四川省
  - 涼山イ族自治州
- 雲南省
  - 楚雄イ族自治州
  - 紅河ハニ族イ族自治州

### 自治県
- 広西チワン族自治区
  - 隆林各族自治県
- 四川省
  - 馬辺イ族自治県
  - 峨辺イ族自治県
- 貴州省
  - 威寧イ族回族ミャオ族自治県

- 雲南省
  - 寧洱ハニ族イ族自治県
  - 元江ハニ族イ族タイ族自治県
  - 景谷タイ族イ族自治県
  - 景東イ族自治県
  - 禄勧イ族ミャオ族自治県
  - 漾濞イ族自治県
  - 新平イ族タイ族自治県
  - 尋甸回族イ族自治県
  - 南澗イ族自治県
  - 石林イ族自治県
  - 巍山イ族回族自治県
  - 寧蒗イ族自治県
  - 江城ハニ族イ族自治県
  - 峨山イ族自治県
  - 鎮沅イ族ハニ族ラフ族自治県

### 民族郷
- 攀枝花市仁和区
  - 大龍潭イ族郷
  - 啊喇イ族郷
- 米易県
  - 湾丘イ族郷
  - 白坡イ族郷
  - 麻隴イ族郷
- 塩辺県
  - 紅果イ族郷
  - 紅宝ミャオ族イ族郷
  - 温泉イ族郷
  - 格薩拉イ族郷
- 叙永県
  - 水潦イ族郷
  - 石廂子イ族郷
- 楽山市金口河区
  - 和平イ族郷
  - 共安イ族郷
- 屏山県
  - 屏辺イ族郷
  - 清平イ族郷
- 滎経県
  - 民建イ族郷
  - 宝峰イ族郷
- 漢源県
  - 小堡チベット族イ族郷
  - 片馬イ族郷
  - 坭美イ族郷
  - 永利イ族郷
  - 順河イ族郷
- 石棉県
  - 栗子坪イ族郷
  - 新民チベット族イ族郷
  - 王崗坪イ族チベット族郷
- 九竜県
  - 子耳イ族郷
  - 小金イ族郷
  - 朶洛イ族郷
- 六盤水市鍾山区
  - 南開ミャオ族イ族郷
  - 青林ミャオ族イ族郷
  - 金盆ミャオ族イ族郷
- 六盤水市水城区
  - 坪寨イ族郷
  - 竜場ミャオ族ペー族イ族郷
  - 営盤ミャオ族イ族ペー族郷
  - 順場ミャオ族イ族プイ族郷
  - 花戛ミャオ族プイ族イ族郷
  - 楊梅イ族ミャオ族回族郷
  - 新街イ族ミャオ族プイ族郷
  - 野鍾ミャオ族イ族プイ族郷
  - 果布戛イ族ミャオ族プイ族郷
- 六枝特区
  - 梭戛ミャオ族イ族回族郷
  - 牛場ミャオ族イ族郷
  - 中寨ミャオ族イ族プイ族郷
  - 落別プイ族イ族郷
  - 月亮河イ族プイ族ミャオ族郷
- 盤州市
  - 坪地イ族郷
  - 淤泥イ族郷
  - 普古イ族ミャオ族郷
  - 旧営ペー族イ族ミャオ族郷
  - 保基ミャオ族イ族郷
- 畢節市七星関区
  - 千渓イ族ミャオ族ペー族郷
  - 陰底イ族ミャオ族ペー族郷
  - 団結イ族ミャオ族郷
  - 阿市ミャオ族イ族郷
  - 大屯イ族郷
  - 田坎イ族郷
- 黔西市
  - 緑化ペー族イ族郷
  - 鉄石ミャオ族イ族郷
  - 太来イ族ミャオ族郷
  - 永燊イ族ミャオ族郷
  - 中建ミャオ族イ族郷
  - 花渓イ族ミャオ族郷
  - 定新イ族ミャオ族郷
  - 金坡ミャオ族イ族満族郷
  - 仁和イ族ミャオ族郷
  - 紅林イ族ミャオ族郷
- 大方県
  - 竹園イ族ミャオ族郷
  - 響水ペー族イ族コーラオ族郷
  - 鼎新イ族ミャオ族郷
  - 牛場ミャオ族イ族郷
  - 理化ミャオ族イ族郷
  - 鳳山イ族モンゴル族郷
  - 安楽イ族コーラオ族郷
  - 核桃イ族ペー族郷
  - 八堡イ族ミャオ族郷
  - 大山ミャオ族イ族郷
  - 黄泥イ族ミャオ族満族郷
  - 大水イ族ミャオ族プイ族郷
  - 沙廠イ族郷
  - 普底イ族ミャオ族ペー族郷
  - 百納イ族郷
  - 三元イ族ミャオ族ペー族郷
  - 星宿ミャオ族イ族コーラオ族郷
- 金沙県
  - 石場ミャオ族イ族郷
  - 太平イ族ミャオ族郷
  - 安洛ミャオ族イ族満族郷
  - 新化ミャオ族イ族満族郷
  - 大田イ族ミャオ族プイ族郷
  - 馬路イ族ミャオ族郷
- 織金県
  - 大平ミャオ族イ族郷
  - 茶店プイ族ミャオ族イ族郷
  - 金竜ミャオ族イ族プイ族郷
  - 鶏場ミャオ族イ族郷
- 納雍県
  - 新房イ族ミャオ族郷
  - 厙東関イ族ミャオ族ペー族郷
  - 董地ミャオ族イ族郷
  - 化作ミャオ族イ族郷
  - 姑開ミャオ族イ族郷
  - 羊場ミャオ族イ族郷
  - 鍋圏岩ミャオ族イ族郷
  - 昆寨ミャオ族イ族ペー族郷
  - 左鶂戛イ族ミャオ族郷
  - 猪場ミャオ族イ族郷
- 赫章県
  - 水塘堡イ族ミャオ族郷
  - 興発ミャオ族イ族回族郷
  - 松林坡ペー族イ族ミャオ族郷
  - 雉街イ族ミャオ族郷
  - 珠市イ族郷
  - 双坪イ族ミャオ族郷
  - 輔処イ族ミャオ族郷
  - 可楽イ族ミャオ族郷
  - 河鎮イ族ミャオ族郷
  - 結溝イ族ミャオ族郷
  - 古達ミャオ族イ族郷
- 晴隆県
  - 三宝イ族郷
- 昆明市晋寧区
  - 双河イ族郷
  - 夕陽イ族郷
- 宜良県
  - 耿家営イ族ミャオ族郷
  - 九郷イ族回族郷
- 羅平県
  - 旧屋基イ族郷
- 師宗県
  - 竜慶イ族チワン族郷
- 玉渓市紅塔区
  - 小石橋イ族郷
  - 洛河イ族郷
- 玉渓市江川区
  - 安化イ族郷
- 易門県
  - 銅廠イ族郷
  - 浦貝イ族郷
  - 十街イ族郷
- 華寧県
  - 通紅甸イ族ミャオ族郷
- 通海県
  - 里山イ族郷
  - 高大タイ族イ族郷
- 保山市隆陽区
  - 瓦馬イ族ペー族郷
  - 瓦房イ族ミャオ族郷
  - 楊柳ペー族イ族郷
  - 芒寛イ族タイ族郷
- 龍陵県
  - 木城イ族リス族郷
- 施甸県
  - 擺榔イ族プーラン族郷
  - 木老元プーラン族イ族郷
- 昌寧県
  - 珠街イ族郷
  - 耈街イ族ミャオ族郷
- 昭通市昭陽区
  - 小竜洞回族イ族郷
  - 青崗嶺回族イ族郷
- 鎮雄県
  - 果珠イ族郷
  - 林口イ族ミャオ族郷
- 彝良県
  - 龍街ミャオ族イ族郷
  - 奎香ミャオ族イ族郷
  - 樹林イ族ミャオ族郷
- 永善県
  - 馬楠ミャオ族イ族郷
  - 伍寨イ族ミャオ族郷
- 大関県
  - 上高橋回族イ族ミャオ族郷
- 威信県
  - 双河ミャオ族イ族郷
- 永勝県
  - 羊坪イ族郷
  - 六徳リス族イ族郷
  - 東山リス族イ族郷
  - 光華リス族イ族郷
  - 松坪リス族イ族郷
  - 大安イ族ナシ族郷
- 普洱市思茅区
  - 雲仙イ族郷
  - 竜潭イ族タイ族郷
- 墨江ハニ族自治県
  - 孟弄イ族郷
- 瀾滄ラフ族自治県
  - 謙六イ族郷
- 臨滄市臨翔区
  - 平村イ族タイ族郷
- 永徳県
  - 烏木竜イ族郷
  - 大雪山イ族ラフ族タイ族郷
- 雲県
  - 忙懐イ族プーラン族郷
  - 栗樹イ族タイ族郷
  - 後箐イ族郷
- 鳳慶県
  - 新華イ族ミャオ族郷
  - 腰街イ族郷
  - 郭大寨イ族ペー族郷
- 滄源ワ族自治県
  - 勐角タイ族イ族ラフ族郷
- 大理市
  - 太邑イ族郷
- 祥雲県
  - 東山イ族郷
- 鶴慶県
  - 六合イ族郷

- 弥渡県
  - 牛街イ族郷
- 雲龍県
  - 団結イ族郷
- 永平県
  - 廠街イ族郷
  - 水洩イ族郷
  - 北斗イ族郷
- 賓川県
  - 鍾英リス族イ族郷
  - 拉烏イ族郷
- 文山市
  - 東山イ族郷
  - 柳井イ族郷
  - 壩心イ族郷
  - 秉烈イ族郷
- 丘北県
  - 八道哨イ族郷
  - 樹皮イ族郷
  - 膩脚イ族郷
  - 新店イ族郷
  - 舎得イ族郷
- 硯山県
  - 阿舎イ族郷
  - 維摩イ族郷
  - 盤龍イ族郷
  - 干河イ族郷
- 勐臘県
  - 象明イ族郷

## 著名人
- 竜雲 - 中華民国、中華人民共和国の軍人・政治家。中華民国時期の滇軍（雲南軍、雲南派）の指導者の1人。国民政府期の雲南省政府主席である
- 盧漢 - 中華民国、中華人民共和国の軍人・政治家。滇軍（雲南軍、雲南派）の指導者の1人。国共内戦期に雲南省政府主席を務めた
- 張沖 - 中華民国の軍人、中華人民共和国の雲南省政府副主席を務めた
- 吉狄馬加-政治家、現代詩人
- 曲煥章 - 医薬学者
- 莫西子詩 - イ族男性歌手。
- 何潔 - 中国の女性歌手

## 番組
- アンニの結婚　～中国雲南省・イ族の娘～  BS世界のドキュメンタリー  - NHK
- スーパープレミアム　秘境中国　謎の民　天頂に生きる～長江文明を築いた悲劇の民族～ - NHK
- 天空家族の７年　～中国・四川省　標高3000mの希望～